# Nom de code : TKR
Nom de code : TKR (Team Knight Rider) est une série télévisée américaine, en 22 épisodes de 44 minutes, créée par Rick Copp et David Goodman d'après la série télévisée K 2000 (Knight Rider) créée par Glen A. Larson, diffusée entre le 6 octobre 1997 et le 18 mai 1998 en syndication.
En France, quatre épisodes de la série ont été diffusés à partir d'avril 2000 sur TF1 puis la totalité entre 2000 et 2001 sur TF6.

## Synopsis
Deux scénaristes amoureux de la série originale, Rick Copp et David H. Goodman, décidèrent en 1997 de donner une réelle suite à K 2000. Loin du monde futuriste de K 2000 : La Nouvelle Arme (Knight Rider 2000), le nouveau film qui  joue la carte du monde actuel.
Comme le dit le narrateur dans le générique : "Il y a dix ans, un homme et une voiture suffisaient pour accomplir le travail. Aujourd'hui, il en faut cinq". C'est donc une équipe de cinq collaborateurs et de cinq véhicules qui est chargée de démanteler les pires complots de cette fin de siècle pour le compte de FLAG (Foundation for Law and Government).
On sent bien dans cette reprise que Copp et Goodman ont voulu coller à l'esprit de la série d'origine. Toutefois, les aventures de la nouvelle équipe ne dépassèrent pas le cap fatidique, aux USA, de la première saison. 
La série se conclut donc sur un cliffhanger non résolu, à savoir le retour de Michael Knight (qui est interprété de dos par un acteur qui n'est pas David Hasselhoff).

## Distribution

### Membres de la Team Knight Rider
- Brixton Karnes (ru) (VF : Georges Caudron) : Kyle Stewart, ancien agent de la CIA, c'est le chef des TKR. Il pilote DANTE.
- Christine Steel (en) (VF : Dominique Chauby) : Jenny Andrews, ex-marine et vétérane de la guerre du Golfe, c'est l'atout charme des TKR, femme au caractère bien trempé elle pilote DOMINO. Dans un des épisodes, on apprend qu'elle est, en fait, la fille de Michael Knight (David Hasselhoff).
- Duane Davis (en) (VF : Jean-Paul Pitolin) : Duke DePalma, ancien flic à Chicago et ancien champion de boxe, Duke a souvent joué avec les limites de la loi lors de ses enquêtes. Viré de la police, il a été recruté par Kyle pour faire partie des TKR et conduire BEAST.
- Kathy Trageser (VF : Virginie Méry) : Erica West, artiste et voleuse de haut vol, elle a été recrutée par Kyle pour avoir une deuxième chance et mettre ses talents au profit de la loi. Elle pilote KATE.
- Nick Wechsler (VF : Mark Lesser) : Kevin « Trek » Sanders, programmateur hors pair et génie de l'informatique et de l'électronique, il a participé au projet KRO depuis le début. Il ne cesse d'améliorer les véhicules. Son surnom de "Trek" lui vient du fait que c'est un fan de la série Star Trek. Il pilote PLATO.

### Autres membres de FLAG
- Vince Waldron (VF : Bernard Bollet) : Gil, mécanicien en chef à bord de Skyone.
- Rick Copp (en) (VF : Kris Bénard) : Clayton, cuistot à bord de Skyone
- Lowell Dean : Capitaine J.P. Wyatt, pilote du Skyone
- Steve Sheridan : Dr. Felson, médecin à bord de Skyone
- Michael Lexx : Scott, mécanicien à bord de Skyone

### Les véhicules
Contrairement à KITT, les véhicules des TKR sont des unités spécialisées. Bien que blindés, ces véhicules ne possèdent pas de bouclier moléculaire comme KITT, ils sont donc vulnérables aux balles et aux explosions, ce qui engendre une maintenance constante des véhicules. Les intelligences artificielles (AI) des véhicules peuvent également être, contrairement à KITT, déconnectées afin d'éviter que l'incident de KRO ne se reproduise. Les véhicules des TKR n'ont plus la guirlande brillante rouge de la Knight 2000.
- DANTE : (DNT-1), il s'agit d'un Ford Expedition modèle sport modifié, c'est le véhicule de Kyle. Il s'agit en fait d'un poste de commandement mobile capable de transporter les 5 membres de TKR.
- DOMINO (VF : Véronique Volta) : (DMO-1), il s'agit d'une Ford Mustang convertible modifiée, c'est le véhicule de Jenny. Ce véhicule est l'arme parfaite pour les infiltrations et la surveillance
- BEAST (VF : Luc Bernard) : (BST-1), il s'agit d'un Ford F-150 modifié, c'est le véhicule de Duke. Véritable passe-partout ce véhicule tout terrain est l'arme parfaite contre les gangsters. Beast, bien qu'un ordinateur, est amoureux de Jenny, qu'il protège mieux que son propriétaire.
- KAT : (KAT-1), il s'agit d'une moto futuriste, c'est le véhicule d'Erica. KAT peut fusionner avec PLATO et former un véhicule ultra rapide.
- PLATO : (PLATO-1), il s'agit du véhicule de "Trek". C'est aussi une moto futuriste, qui peut fusionner avec KAT pour former un véhicule ultra rapide. PLATO ne s'exprime que par code avec Trek, ceux-ci utilisant des références à des séries culte.
- Sky-One : c'est l'avion quartier général de TKR, il abrite une soixantaine de personnes chargées de la maintenance des véhicules et de la logistique des TKR. Cet avion cargo Lockheed C-5 Galaxy modifié ultramoderne est bourré de gadgets sophistiqués et d'un système de décollage vertical (VTOL). Il peut intervenir partout dans le pays et peut propulser les TKR partout où ils le désirent.
- KRO : (Knight Reformulation One), il s'agit du prototype d'un nouveau genre de véhicule destiné à succéder à KITT et adapté par FLAG sur une Ferrari F355. Le projet KRO consiste à faire de l'ordinateur de bord du véhicule le véritable alter ego de son pilote, son double robotique en quelque sorte. Le pilote de KRO, Martin Jantzen, ayant des tendances psychotiques, le prototype n'a pas fonctionné normalement et provoqué la mort de 5 personnes. À la suite de cet incident, KRO, à l'instar de KARR, dans la série originale, aurait été désactivé.
- KA : Il s'agit du prototype de l'équipe européenne de TKR et adapté sur une Ford Ka.

## Épisodes
1. Le coup d'État (Fallen Nation)
2. Chevauchée fantastique (The Magnificent T.K.R.)
3. Le sauveur de l'humanité (The A List)
4. TKR contre KRO (K.R.O.)
5. Le cheval de Troie (Inside Traitor)
6. TKR contre FBI (Choctaw L.9)
7. Un TKR manque à l'appel (Everything to Fear)
8. Sky One (Skyone)
9. Projet Prométhéus (The Iron Maiden)
10. De l'eau dans le gaz (Oil & Water)
11. Menace imminente (Et Tu Dante)
12. Le jardin d'Eden (The Bad Seed)
13. L'ombre du passé (Out of the Past)
14. Le retour de Megaman (The Return of Megaman)
15. Les anges déchus (Angels in Chains)
16. Méfiez-vous des blondes (The Blonde Woman)
17. Souvenir, souvenir (The Ixtafa Affair)
18. Les déracinés (Home Away From Home)
19. EMP (EMP)
20. L'apocalypse (Apocalypse Maybe)
21. La belle équipe (Spy Girls)
22. Le leurre (Legion of Doom)